# Петренга, Джованна
Джованна Петренга (итал. Giovanna Petrenga, родилась 6 июля 1956 года в Казаль-ди-Принципе) — итальянский политик, депутат Палаты депутатов Италии от партии «Братья Италии – Национальный альянс», в прошлом депутат партии «Народ свободы».

## Биография
Получила образование в области литературы и истории искусств. По профессии координационный директор. В Палате депутатов Италии с 2008 года, представляла сначала партию «Народ свободы» из блока «Вперёд, Италия». С 3 февраля 2016 года представляет партию «Братья Италии – Национальный альянс».
С 14 июля 2014 года — член IV комиссии (по обороне) Палаты депутатов Италии.